# Marblegen
Marblegen è una serie animata francese co-prodotta nel 2018 da Monello Productions e Studio Red Frog, con la partecipazione di Rai Ragazzi, TF1 e  Canal J. In Francia la serie è stata trasmessa sul canale TF1 dal 4 novembre 2018.
In Italia la serie è andata in onda su Rai Gulp dal 19 aprile 2019, ma 6 episodi vengono saltati. A distanza di un anno esatto dal primo episodio Rai Gulp inizia a trasmettere gli episodi saltati insieme a quelli inediti.

## Trama
Le Marblegen sono biglie magiche impiegate nell'omonimo sport. Un gruppo di ragazzi decide di iscriversi al torneo per vincere il titolo di campioni ed ottenere Mercurio, una delle cinque Marblegen originali, evitando allo stesso tempo le trappole ordite da Marcellus King.

## Protagonisti
- Cosmo: protagonista, la sua biglia preferita è Remo. Doppiato da Federico Di Pofi (ed. italiana)
- Sam Islas: amico di Luna e Cosmo. Doppiato da Iolanda Granato (ed. italiana)
- Luna Costello: l'alchimista delle Meteore e figlia di Zumeo. Amica di Sam e Cosmo. Doppiata da Joy Saltarelli (ed. italiana)
- Aissa Sissoko: la sua biglia preferita è Romolo. Ama anche danzare e suonare il pianoforte. Doppiata da Elena Perino (ed. italiana)
- Harry Cup: colui che commenta le sfide. Doppiato da Emiliano Reggente (ed. italiana)
- Zumeo Costello: padre di Luna. Anche lui alchimista, era il custode di mercurio. Doppiato da Pierluigi Astore (ed. italiana)
- Marcellus King: ricco uomo d'affari inventore delle Marble Tech. Doppiato da Vladimiro Conti (ed. italiana)
- Kali King: figlia unica di Marcellus, è presuntuosa e viziata. Doppiata da Perla Liberatori (ed. italiana)

## Lista episodi
| N° | Titolo italiano                   | Titolo originale                     | Data Francia      | Data Italia    |
| -- | --------------------------------- | ------------------------------------ | ----------------- | -------------- |
| 1  | La nascita delle Meteore parte I  | La naissance des Météores - partie 1 | 4 novembre 2018   | 19 aprile 2019 |
| 2  | La nascita delle Meteore parte II | La naissance des Météores - partie 2 | 4 novembre 2018   | 20 aprile 2019 |
| 3  | Dedalo                            | Dédale                               | 26 ottobre 2019   | 19 aprile 2020 |
| 4  | Cavalieri per un giorno           | Chevaliers d'un jour                 | 21 novembre 2018  | 21 aprile 2019 |
| 5  | Le nuove leve                     | La relève                            | 16 novembre 2019  | 20 aprile 2020 |
| 6  | Il lato oscuro di Luna            | La part d'ombre de Luna              | 27 aprile 2019    | 22 aprile 2019 |
| 7  | Balla con la luna                 | Danse avec la Lune                   | 2 dicembre 2018   | 23 aprile 2019 |
| 8  | Lo sponsor                        | Le sponsor                           | 14 novembre 2018  | 24 aprile 2019 |
| 9  | Il nascondiglio dei Miraggi       | L'antre des Mirages                  | 9 dicembre 2018   | 25 aprile 2019 |
| 10 | Il solo e l'Unico                 | L'Unique                             | 13 aprile 2019    | 26 aprile 2019 |
| 11 | La giornata infinita              | La journée Marathon                  | 25 novembre 2018  | 27 aprile 2019 |
| 12 | Califerax                         | Califérax                            | 3 dicembre 2019   | 21 aprile 2020 |
| 13 | Sfida all'ultimo ululato          | Entre chien et loup                  | 20 aprile 2019    | 28 aprile 2019 |
| 14 | Cosmo perde il controllo          | Cosmo perd la boule                  | 2 novembre 2019   | 22 aprile 2020 |
| 15 | Il ritorno di Bombi               | Le retour de Bombi                   | 11 maggio 2019    | 29 aprile 2019 |
| 16 | La rinascita                      | Renaissance                          | 7 novembre 2018   | 30 aprile 2019 |
| 17 | In pista!                         | En piste !                           | 14 settembre 2019 | 23 aprile 2020 |
| 18 | Due famiglie per Bellatrix        | Deux familles pour Bellatrix         | 18 maggio 2019    | 24 aprile 2020 |
| 19 | Il risveglio del vulcano          | Le réveil de Vulcain                 | 4 maggio 2019     | 1 maggio 2019  |
| 20 | Sabotaggio                        | Sabotage                             | 1 settembre 2019  | 25 aprile 2020 |
| 21 | Alla ricerca dell'Athanor         | A la recherche de l'Athanor          | 7 settembre 2019  | 26 aprile 2020 |
| 22 | Serpente Piumato, il divoratore   | Quetzalcóatl le Dévoreur             | 8 settembre 2019  | 27 aprile 2020 |
| 23 | La gallina dagli occhi d'oro      | La Poule aux yeux d'or               | 7 dicembre 2019   | 28 aprile 2020 |
| 24 | Possessioni                       | Possessions                          | 23 novembre 2019  | 29 aprile 2020 |
| 25 | La scelta di Phobos               | Le monde de Phobos                   | 9 novembre 2019   | 30 aprile 2020 |
| 26 | La finale                         | La finale                            | 14 dicembre 2019  | 1 maggio 2020  |

## Sigla
La sigla di apertura è cantata da Samuele Rossin.